# Tetramorium chefteki
Tetramorium chefteki är en myrart som beskrevs av Auguste-Henri Forel 1911. Tetramorium chefteki ingår i släktet Tetramorium och familjen myror. Inga underarter finns listade i Catalogue of Life.